# Голта
Голта, Голты — исторический район города Первомайск Николаевской области Украины. 
Район находится на правом берегу Южного Буга. Ранее, предместье (местечко) города Ольвиополь и станция «Голта» Юго-Западных железных дорог, находилась в двух верстах от Богополя. До 1917 года Голта — село Ананьевского уезда Херсонской губернии Российской империи.

## История
После распада Золотой Орды на её бывших территориях сформировались несколько государств, граничащих с Русским государством. Одним из таких образований было Крымское ханство, правители которого периодически совершали грабительские набеги на русские земли.
Голта основана в 1762 году запорожскими черкасами Русской армии как слобода на крымскотатарском берегу Южного Буга, для контроля переправы через реку. После окончания русско-турецкой войны 1787—1791 годов по Ясскому договору в состав Российской империи вошли земли по правому берегу Буга (в том числе село Голта).
В ходе строительства в 1867 году участка ЮЗЖД Балта — Ольвиополь (в 1868 году продолженной до Елисаветграда) у села был построен железнодорожный мост через реку Южный Буг. Это способствовало экономическому развитию села — во время строительства моста Фридрих Гейне открыл в нём мастерскую по изготовлению заклёпок для Ж/Д моста и ремонту молотилок. В 1869 году здесь была построена железнодорожная станция на железнодорожной ветке Балта — Елисаветград, имевшая до 1973 года, в УССР, название «Голта» (ныне — Первомайск-на-Буге).
В 1891 году здесь насчитывалось 819 дворов и 6 584 жителей, действовали два пивных завода (Голтянский и завод Фаатца), завод земледельческих машин, начальное училище и школа при Голтянском пивоваренном заводе.
По переписи 1897 года численность населения села составляла 7 062 жителя, из них 1 245 — евреи. В селе была начальная школа (начальное училище от управления железных дорог), пивоваренный завод, завод земледельческих машин.
С 1903 года Голта стала доступной для водворения евреев. В 1905 году в Малороссии, Новороссии и других местностях России, в связи с обнародованием манифеста 17 октября, прошли революционные волнения (погромы), вспыхнули они и в селе, антиеврейские беспорядки, продолжались несколько дней.
1 мая 1919 года Голта вместе с Ольвиополем и Богополем вошла в состав сформированного большевиками города Первомайск.
Во время Великой Отечественной войны 3 августа 1941 года город был оккупирован немецко-румынскими войсками, в дальнейшем на территории Голты было создано гетто для евреев Бессарабии и Буковины. На 1 сентября 1943 года в гетто оставалось 72 еврея.

## Известные люди
Здесь родились:
- Н. Н. Вилинский;
- Мельник Яков Иванович — командир соединения украинских советских партизанских отрядов;
- Кочо, Валентин Степанович — советский украинский учёный.